# لونیانو این تورینا
لونیانو این تورینا (به ایتالیایی: Lugnano in Teverina) یک شهرک و کومونه در ایتالیا است که در استان ترانی واقع شده‌است. لونیانو این تورینا ۲۹٫۶۸ کیلومتر مربع مساحت و ۱٬۵۹۳ نفر جمعیت دارد و ۴۱۹ متر بالاتر از سطح دریا واقع شده‌است.

## خواهرخوانده
شهر سیگتو مرمتسیه خواهرخواندهٔ لونیانو این تورینا هست.